# Веске, Тамара Яковлевна
Веске Тамара Яковлевна (* 1 апреля 1914, Таллин — 10 августа 2005, 
Харьков)  — певица (лирико-драматическое сопрано), педагог, советский и украинский музыкальный деятель, профессор (1980), заслуженный деятель искусств УССР (1979).

## Биография
Начальное музыкальное образование получила по классу фортепиано в Ахтырке у педагога В. А. Гайдуковой. По настоянию родителей оставила занятия музыкой и поступает в Харьковский фармацевтический институт, который окончила в 1935 году; оставлена в аспирантуре при кафедре фармацевтической химии. Ещё в 1933 году параллельно с обучением поступила в вечернюю музыкальную школу рабочей молодёжи педагога Новского, во время учёбы познакомилась с будущим мужем Анатолием Рывиным.
В 1937 году создала семью, в 1938-в родилась дочь Ирина, которая в дальнейшем стала оперным режиссёром и музыкальным педагогом.
В 1940 году поступила в Харьковскую консерваторию на вокальный факультет по классу Н. И. Михайлова, одновременно продолжает работать в Харьковском военно-медицинском училище преподавателем фармацевтической химии.
В 1941-1945 годах работала в прифронтовом госпитале и выступала с концертами, что давала в резервных воинских частях и эвакуированных предприятиях — вместе с группами артистов местных филармоний. В госпитале заведовала  рентгеновской лабораторией.
В 1949 году закончила Харьковскую консерваторию.
С 1952 работала в этом вузе, руководила кафедрой сольного пения; с 1980 года — профессор.
Скончалась 10 августа 2005 года.

## Выпускники
Среди подготовленных им выпускников — народные артисты Украины Ю. Богатиков, А. Востряков, Г. Горюшко, Н. Ткаченко, В. Третьяк, В. Тришин, Г. Ципола, А. Шуляк, Н. Серова, народный артист России В. Верестников, Ю. Главацкий — заслуженный артист России и народный артист Коми АССР, Александра Дурсенева — заслуженная артистка России, заслуженная артистка Украины, профессор А. М. Резилова, заслуженные артисты Украины Виктор Луцюк и Дмитрий Попов, солист «Grand opera» Сергей Стильмашенко.
В 2004 году награждена орденом «За заслуги» 3 степени и специальной премией «Народное признание».